# Carl Roman Abt
Carl Roman Abt (Bünzen, 16 de julho de 1850 — Lucerna, 1 de maio de 1933) foi um engenheiro mecânico, inventor e empresário suíço.
Foi autor de inovações revolucionárias em sistemas de cremalheira em ferrovias, dando seu nome a um dos mais usados sistemas para ferrovias de montanha, o sistema Abt.

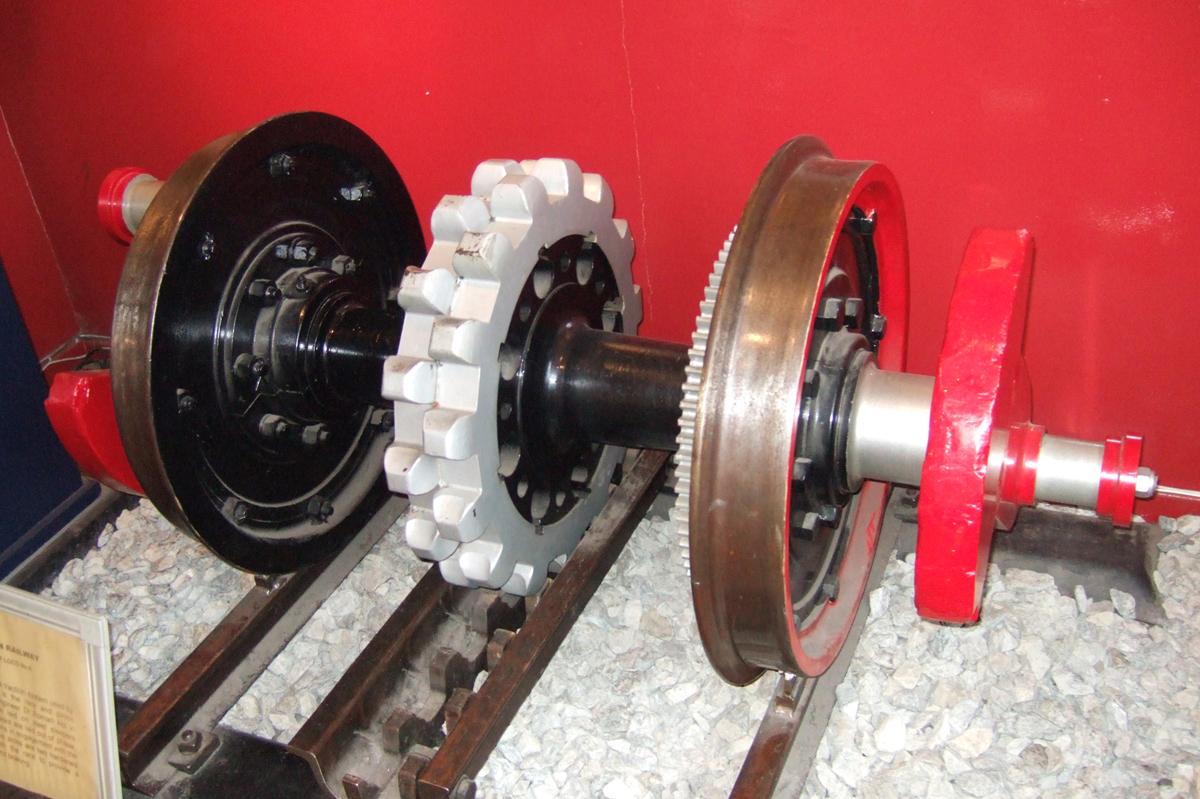
Sistema de cremalheira ferroviária de Abt

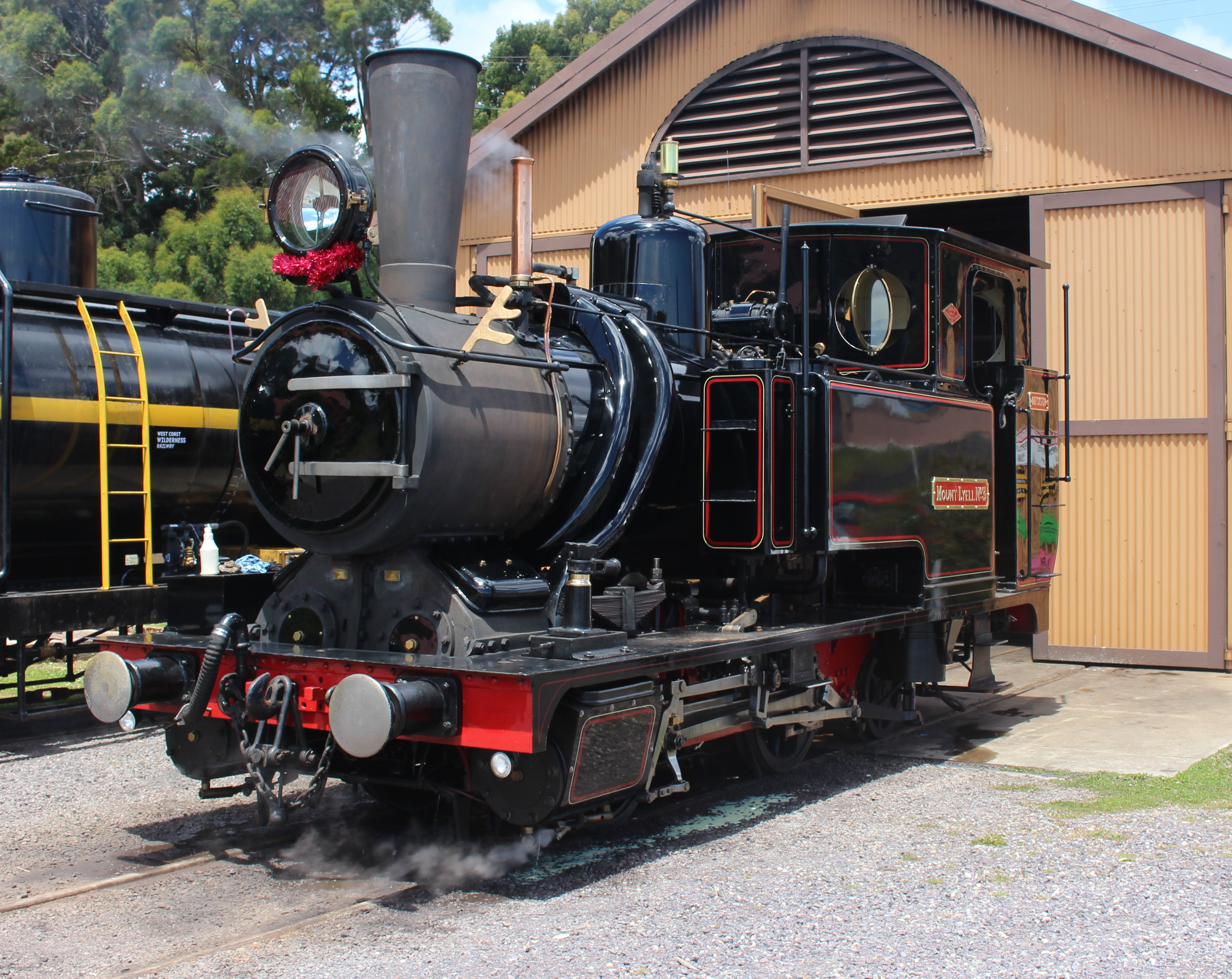
Mount Lyell Mining and Railway Company No. 3, um tipo de locomotiva Abt

## Biografia
Abt nasceu em 16 de julho de 1850 em Bünzen. Em 1882, quando trabalhava em Paris, projetou e patenteou seu sistema de cremalheiras que permitiu que pelo menos um dente da cremalheira esteja sempre engrenado. O sistema foi usado a primeira vez na Ferrovia Rübeland na cadeia de montanhas do Harz, Alemanha. Abt também desenvolveu "desvio de Abt" auto-regulador para ferrovias funiculares e comandou a construção de 72 ferrovias de montanha em diversas partes do globo, incluindo a Brig-Visp-Zermatt, a Ferrovia de Gornergrat, a Furka-Oberalp e Ferrovia Monte Generoso. A mais famosa ferrovia construída com o sistema Abt é a Ferrovia Arica–La Paz na Bolívia.
Em 1903, como presidente da companhia Linha do Gotardo, Abt liderou negociações de recompra com a Confederação Germânica durante a nacionalização de companhias ferroviárias privadas. Abt recebeu diversas honrarias, incluindo doutorado honoris causa da Universidade de Hanôver e a Medalha John Scott em 1882.